# The Greatest Showman (banda sonora)
The Greatest Showman: Original Motion Picture Soundtrack es la banda sonora de la película de 2017 El gran showman. La banda sonora fue lanzada a través de Atlantic Records el 8 de diciembre de 2017.

## Lista de pistas
Todas las canciones escritas y compuestas por Pasek & Paul. 
| N.º | Título                       | Performed by                                   | Duración |  |
| 1.  | «The Greatest Show»          | Hugh Jackman, Keala Settle, Zac Efron, Zendaya | 5:02     |  |
| 2.  | «A Million Dreams»           | Ziv Zaifman, Jackman, Michelle Williams        | 4:29     |  |
| 3.  | «A Million Dreams (Reprise)» | Austyn Johnson, Cameron Seely, Jackman         | 1:00     |  |
| 4.  | «Come Alive»                 | Jackman, Settle, Daniel Everidge, Zendaya      | 3:45     |  |
| 5.  | «The Other Side»             | Jackman & Efron                                | 3:34     |  |
| 6.  | «Never Enough»               | Loren Allred                                   | 3:27     |  |
| 7.  | «This Is Me»                 | Settle                                         | 3:54     |  |
| 8.  | «Rewrite the Stars»          | Efron & Zendaya                                | 3:37     |  |
| 9.  | «Tightrope»                  | Williams                                       | 3:54     |  |
| 10. | «Never Enough (Reprise)»     | Allred                                         | 1:20     |  |
| 11. | «From Now On»                | Jackman                                        | 5:49     |  |

## Posiciones en las listas de éxitos
| Chart (2017–18)                    | Peak position |
| ---------------------------------- | ------------- |
| Australian Albums (ARIA)           | 1             |
| Austria (Ö3 Austria)               | 11            |
| Bélgica (Ultratop flamenca)        | 5             |
| Bélgica (Ultratop valona)          | 58            |
| Canadá (Billboard Canadian Albums) | 3             |
| República Checa (ČNS IFPI)         | 16            |
| Dinamarca (Hitlisten)              | 8             |
| Países Bajos (Album Top 100)       | 5             |
| Alemania (Offizielle Top 100)      | 5             |
| Hungría (MAHASZ)                   | 39            |
| Irlanda (IRMA)                     | 2             |
| New Zealand Albums (RMNZ)          | 3             |
| Escocia (Scottish Albums Chart)    | 2             |
| Corea del Sur (Gaon)               | 2             |
| Spanish Albums (PROMUSICAE)        | 43            |
| Suiza (Schweizer Hitparade)        | 4             |
| Reino Unido (UK Albums Chart)      | 1             |
| US Billboard 200                   | 1             |
| Estados Unidos (Soundtrack Albums) | 1             |